# هوبارت بوسورث
هوبارت بوسورث (بالإنجليزية: Hobart Bosworth)‏ هو كاتب سيناريو ومنتج أفلام ومخرج وممثل أمريكي، ولد في 11 أغسطس 1867 في مارييتا في الولايات المتحدة، وتوفي في 30 ديسمبر 1943 في غلينديل في الولايات المتحدة بسبب ذات الرئة.

## أعمال

### أفلام
- (1932) آخر سلالة الموهيكيين
- (1933) سيدة لمدة يوم
- (1941) قدم واحدة في الجنة[3][4]

## وصلات خارجية
- هوبارت بوسورث على موقع IMDb (الإنجليزية)
- هوبارت بوسورث على موقع ألو سيني (الفرنسية)
- هوبارت بوسورث على موقع أول موفي (الإنجليزية)
- هوبارت بوسورث على موقع قاعدة بيانات برودواي على الإنترنت (الإنجليزية)
- هوبارت بوسورث على موقع قاعدة بيانات الأفلام السويدية (السويدية)
- هوبارت بوسورث على موقع قاعدة بيانات الفيلم (الإنجليزية)
- هوبارت بوسورث على موقع كينوبويسك (الروسية)